# Pagermaneuh
Pagermaneuh is een bestuurslaag in het regentschap Cianjur van de provincie West-Java, Indonesië. Pagermaneuh telt 3274 inwoners (volkstelling 2010).